# Мамаду Дукуре
Мамаду Дукуре (фр. Mamadou Doucouré, нар. 21 травня 1998, Дакар, Сенегал) — французький футболіст сенегальського походження, центральний захисник німецького клубу «Боруссія» (Менхенгладбах).

## Клубна кар'єра
Мамаду Дукуре народився у столиці Сенегалу — місті Дакар. У дитинстві він разом з родиною імігрував до Франції, де оселилися у Парижі. З восьми років Мамаду почав займатися у футбольній школі клубу «Париж». Згодом він перебрався до академії «Парі Сен-Жермен», де з 2015 року став гравцем другого складу команди. В основі ПСЖ Дукуре не зіграв жодного матчу. Мамуду Дукуре брав участь у Юнацькій лізі УЄФА 2015/16, де ПСЖ тільки у фіналі поступився одноліткам з «Челсі».
У літнє трансферне вікно 2016 року Дукуре підписав п'ятирічний контракт з німецькою «Боруссією» з Менхенгладбаху. 31 травня 2020 року захисник дебютував у матчах Бундесліги.

## Збірна
Мамаду Дукуре має окрім французького також сенегальський паспорт. Але з 2013 року він є гравцем юнацьких збірних Франції. У 2015 році у складі юнацької збірної Франції (U-17) Дукуре став чемпіоном Європи.

## Досягнення
Франція (U-17)
 Чемпіон Європи (U-17): 2015